# 올레크 데리파스카

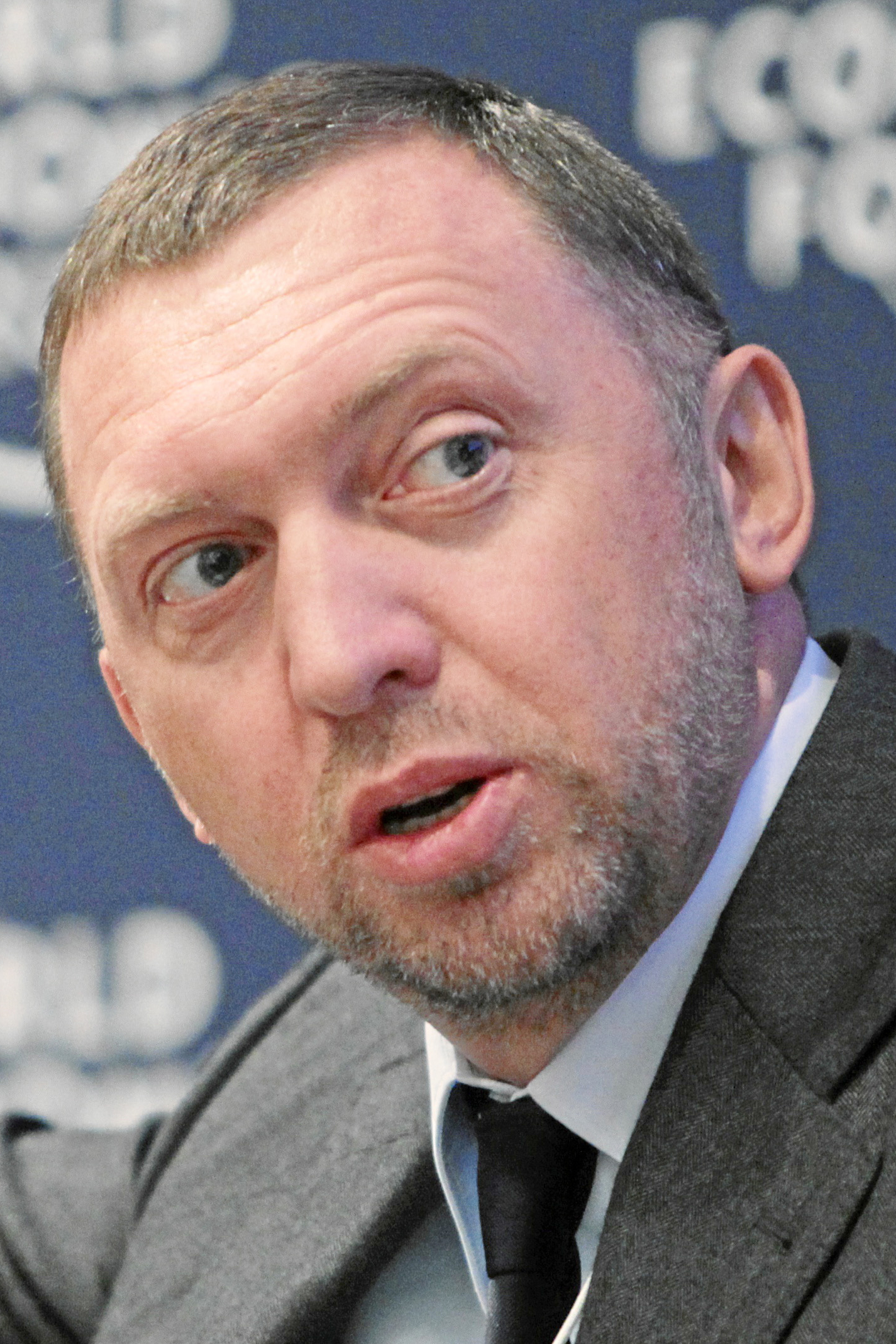
올레크 데리파스카

올레크 블라드미로비치 데리파스카(러시아어: Олег Владимирович Дерипаска, 1968년 1월 2일 ~ )는 러시아의 기업인이자 세계 최대의 알루미늄 회사 루살의 회장으로 2008년 《포브스》에 재산이 280억 달러로 추측되어 세계 부호 9위에 올랐으나 2009년 금융 위기로 인해 2010년 현재 재산은 107억 달러로 세계 164위이다.
러시아 니즈니노브고로드주 제르진스크 출생으로 크라스노다르 지방에서 자랐으며 1993년 모스크바 주립 대학 물리학과를 우수한 성적으로 졸업하고 1996년 러시아 아카데미 경제학과에서 박사 학위를 취득하였다.
1997년 투자 회사를 설립해 사업에 뛰어들어 에너지, 제조, 금융 서비스, 건설 및 항공 5개 부문에 집중적으로 진출하였다. 특히 세계 최대의 알루미늄 생산 회사인 루살과 알루미나 프로듀서, GAZ 자동차 그룹, 러시아에서 가장 오래된 보험 회사인 인고스트라, 소유즈 은행, 항공기 제조 업체 아비안트, 투자 및 에너지 공급 유로시브에너고 등이 있다.
러시아에 본사와 자회사를 소유하며 아프리카, 오스트레일리아, 아시아, 유럽, 라틴 아메리카 등에 걸쳐 약 25만 명의 직원이 있으며 2007년 재산은 260억 달러 이상으로 집계되었고 회사의 자산 가치는 450억 달러로 추정되고 있으나 2008년 세계 금융 위기의 결과로 140억 달러로 줄어들어 막대한 손실을 입었다.
2004년 ABAC의 러시아 대표 자격으로 참석했고 볼쇼이 극장의 경영과 행정, 경제 학부 모스크바 주립 대학과 미국 세인트 피터스버그 주립 대학의 이사이며 지구 온난화에 대처하는 기후 정책 초안을 내놓아 100명 이상의 세계 최고 기업인들이 서명하였고 2008년 6월 20일 일본 총리 후쿠다 야스오에 의해 통과되어 G8 정상 회의에 논의되었다.
재산은 2005년 영국 《선데이 타임스》에 4375만 파운드로 추정되었고 2006년 8월 러시아 경제 일간지 《베도모스티》는 140억 달러, 2008년 4월 18일 《포브스》에 286억 달러로 세계 부호 9위, 러시아 부호 1위로 기록되었다. 그러나 2009년 경제 위기로 막대한 손실과 부채를 입어 《포브스》에 140억 달러로 기록되었다.
자선 사업도 활발히 펼쳐 1998년 러시아 최대의 민간 재단 Vol'noye dyelo를 설립해 전국적으로 과학 교육 및 개발 지원, 정신적 문화 유산 보존, 공중 보건 개선 사업 등을 벌였고 지난 3년 동안 1억 8000만 달러의 펀드를 보유했으나 2008년부터 현재까지 6500만 달러로 줄어들었다.
2010년 1월 홍콩 증시 진출 과정에서 옛 동업자던 마이클 처니와 부채를 둘러싼 소송을 벌였다.